# Jake Heggie

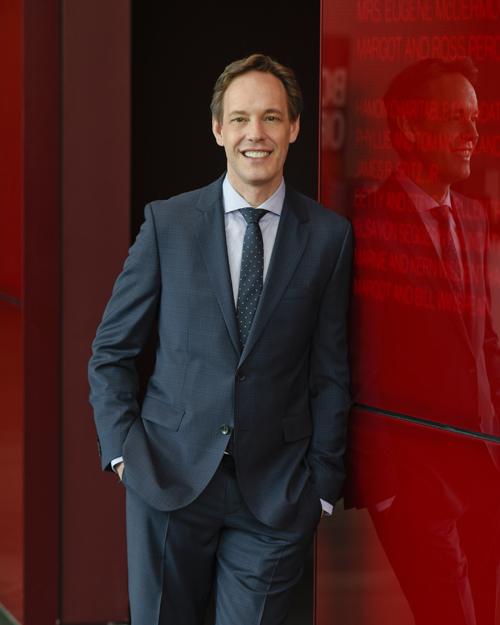
Jake Heggie

Jake Heggie (* 31. März 1961 in West Palm Beach, Florida) ist ein US-amerikanischer Komponist und Pianist.

## Leben
Heggie komponierte bislang die Bühnenwerke Dead Man Walking (2000), The End of the Affair (2004), At The Statue of Venus (2005) und To Hell and Back (2006), Three Decembers (2008), Moby-Dick (2010), Out of Darkness: Two remain (2016), Great Scott (2015) und It’s a Wonderful Life (2016). Weiters schuf er 200 Lieder, Kammermusik und Orchesterwerke.
Heggie war 1998 Composer in Residence der San Francisco Opera. Seine erste Oper Dead Man Walking wurde dort im Jahr 2000 mit großem Erfolg uraufgeführt. Das Libretto stammte von Terrence McNally. Joe Mantello führte Regie. Seitdem war dieses Werk in 15 internationalen Produktionen zu sehen, unter anderen an der New York City Opera, Cincinnati Opera, Opera Pacific, Baltimore Opera, Calgary Opera, Semperoper Dresden, State Opera of South Australia und im Theater an der Wien. Allein 2007 standen mehr als 50 Aufführungen auf dem Programm. Seine zweite Oper The End of The Affair wurde 2004 an der Houston Grand Opera uraufgeführt, mit Reprisen an der Madison Opera, der Seattle Opera und der Lyric Opera von Kansas City. 2005 arbeitete Heggie ein weiteres Mal mit Terrence McNally zusammen und komponierte At the Statue of Venus für das Ellie Caulkins Opera House in Denver. Seine Oper To Hell and Back (Libretto von Gene Scheer) entstand im Auftrag des Philharmonia Baroque Orchestra und wurde im November 2006 unter der Leitung von Nicholas McGegan uraufgeführt. 2010 wurde seine Oper Moby-Dick mit großem Erfolg an der Dallas Opera uraufgeführt, 2015, am selben Haus, Great Scott mit Joyce DiDonato in der Titelrolle. 2016 erschien in Houston seine Oper It’s a Wonderful Life.
Seit 2008 ist er mit dem Musiker Curt Branom verheiratet. Das Ehepaar wohnt in San Francisco.